# Vilonia (Arkansas)
Vilonia est une ville située dans l’État américain de l'Arkansas, dans le comté de Faulkner.

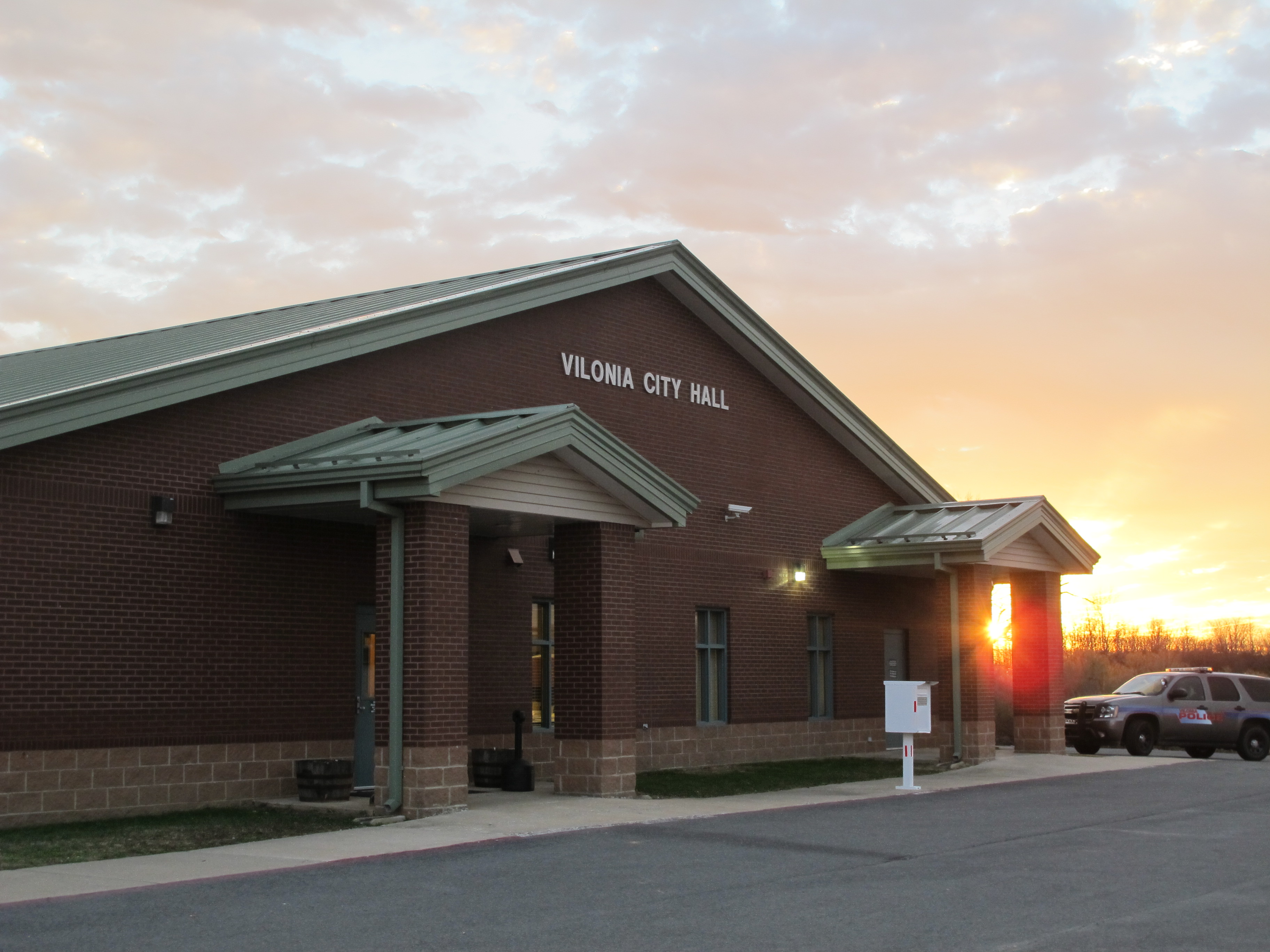
Mairie de Vilonia